# Chapéu judeu

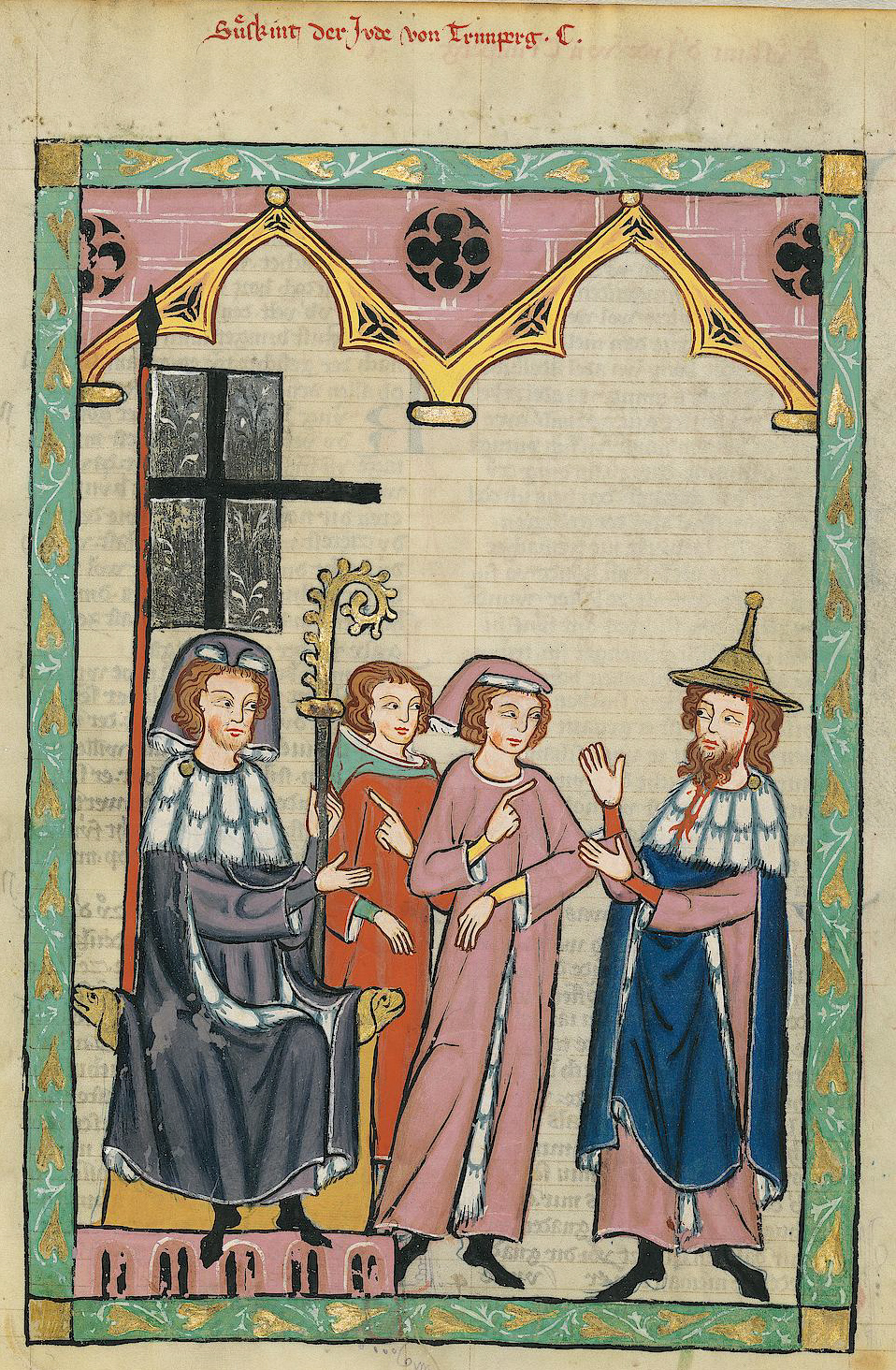
O poeta judeu alemão Süßkind von Trimberg a usar o chapéu amarelo (Codex Manesse, século XIV).

O chapéu judeu ou chapéu judaico (em alemão:  Judenhut, em latim: pilleus cornutus) era um chapéu em forma de cone, muitas vezes branco ou amarelo, usado pelos judeus na Europa medieval e em algumas partes do mundo islâmico. Inicialmente, era usado voluntariamente. O seu uso foi promovido em alguns lugares da Europa pelo Quarto Concílio de Latrão após 1215 para que os homens judeus adultos se distinguissem uns dos outros. Ao mesmo tempo, apareceram guetos nas cidades, de modo a que não se misturassem com a população. É semelhante ao barrete frígio e pode ter sua origem na cultura pré-islâmica persa, onde os judeus da Babilônia tinham que usar um chapéu. O boné foi usado pelos sacerdotes zoroastristas em pinturas de Dura Europo (mas não em figuras de sinagogas contemporâneas) e parece ser muito semelhante a alguns espécimes europeus precoces, como os usados pelo personagens do Antigo Testamento nos relevos da porta de San Zeno de Verona, c. 1100.